# Carthage, Mississippi
Carthage là một thành phố thuộc quận Leake, tiểu bang Mississippi, Hoa Kỳ. Năm 2010, dân số của thành phố này là 5 075 người.

## Dân số
- Dân số năm 2000: 4 637 người.
- Dân số năm 2010: 5 075 người.